# الشيخ زويد (مركز)
مركز الشيخ زويد، مركز إداري مصري. يقع في محافظة شمال سيناء الواقعة في جمهورية مصر العربية. القاعدة الإدارية للمركز هي مدينة الشيخ زويد.